# المكتب الاتحادي لحماية الدستور
المكتب الاتحادي لحماية الدستور (بالألمانية: Bundesamt für Verfassungsschutz)‏، (اختصاراً BfV)، هي وكالة أمن محلية ألمانية. مهمتها الرئيسية مراقبة أي مسعى ضد النظام الديمقراطي الحر لجمهورية ألمانيا الاتحادية. ليس لديه سلطات شرطية. يعتبر المكتب الاتحادي لحماية الدستور، إلى جانب دائرة الاستخبارات الاتحادية وخدمة مكافحة التجسس العسكرية، واحدًا من ثلاث أجهزة استخبارات للدولة الألمانية.
يخضع المكتب الاتحادي لحماية الدستور لوزارة الداخلية الاتحادية ويرأسه رئيس. في عام 2015، بلغ عدد العاملين فيه حوالي 2,810 شخصًا (2014: حوالي 2780 شخصًا). [2] الأساس القانوني هو قانون الحماية الدستورية الاتحادي. بالنسبة لعام 2017، قدرت الميزانية بنحو 348 مليون يورو.

## التنظيم

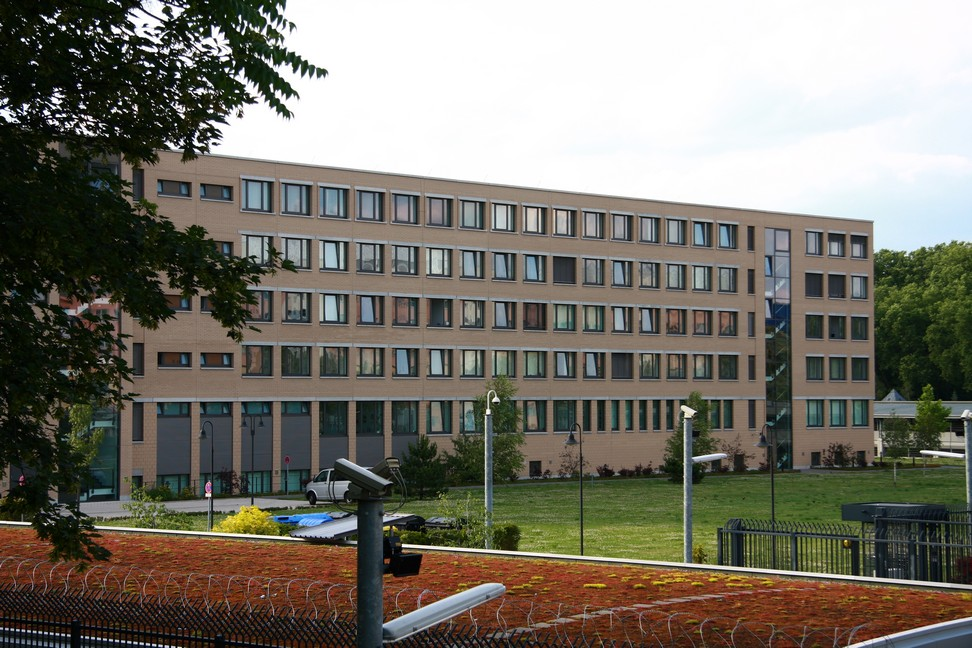
المقر الرئيسي للمكتب الاتحادي لحماية الدستور في برلين.

## الأنشطة والعمليات

### ڤرنر پيتش 1949
بعد تأسيس جمهورية ألمانيا الاتحادية عام 1949 جندت هيئة حماية الدستور (الاستخبارات الداخلية) جزء كبيرا من موظفيها من العاملين السابقين في جهاز الاستخبارات النازية، الذين عكفوا على التجسس على مواطنين مشتبه بهم مثل الشيوعيين. وأحد هؤلاء الموظفين كان ڤرنر پيتش Werner Pätsch الذي كان يشك في قانونية هذه المهمة، كما أنه رفض قبول أعضاء سابقين في الحزب النازي والشرطة السرية للنظام النازي، في هيئة حماية الدستور. وفي صيف 1963 عن الموضوع مع محام كان يثق به، وفي سبتمبر/أيلول كشفت صحيفة «دي تسايت» نشرت اعترافات بيتش الذي اختفى بعدها بقليل.
وفي مخبئه أعطى لبرنامج «بانوراما» التلفزيوني مقابلة منعت النيابة العامة بثها، وقام جهاز الاستخبارات- هيئة حماية الدستور، بفصل بيتش الذي رفع دعوى أمام المحكمة. وهذه القضية وصلت إلى المحكمة الاتحادية العليا التي وجب عليها البت فيما إذا كانت أسرار الدولة تحتاج إلى الحماية بالرغم الحصول عليها بطريقة مخالفة للقانون؟ وكان جواب المحكمة، لا. مؤكدة أن الموظفين مطالبون بالكشف عن الممارسات غير قانونية.

### أوتو جون 1954
الفضيحة الأولى والمثيرة في آن واحد لهيئة حماية الدستور كانت عام 1954. فرئيسها الأول أوتو جون، الذي كان خلال فترة النازية ناشطا بين المقاومين بزعامة كلاوس شنك گراف فون شتاوفن‌برگ، انتقل في يوليو 1954 مع صديقه الطبيب ڤولفگانگ ڤولگموت قالب:إنج1 من برلين الغربية إلى الشطر الشرقي للمدينة. وإلى اليوم لا يُعرف ما إذا كان جون قام طواعية بهذه الرحلة أم تم خطفه، إذ انتشرت شائعات مفادها أنه قد تم تخديره ونقله إلى جمهورية ألمانيا الديمقراطية سابقا. وفي برلين الشرقية ظهر جون أمام الصحافة وعلل انتقاله إلى ألمانيا الديمقراطية بشغل عدد متزايد من النازيين السابقين مناصب قيادية في مؤسسات رسمية بألمانيا الاتحادية. كما أن عسكرة ألمانيا الاتحادية وازدياد ارتباطها بالغرب في ظل حكم المستشار كونراد أدناور، قد دفعه إلى اتخاذ قراره «بعد تفكير طويل بالذهاب إلى ألمانيا الديمقراطية والعيش هنا، لأنني أرى هنا أفضل الإمكانيات للعمل من أجل إعادة توحيد ألمانيا والعمل ضد تهديدات بنشوب حرب جديدة».
وخضع جون باستمرار للاستجواب من قبل المخابرات السوفياتية (كي جي بي). وفي نهاية عام 1955 عاد من موسكو عبر ألمانيا الديمقراطية إلى ألمانيا الغربية، حيث لم يعد مرحبا به وتم الحكم عليه بأربع سنوات سجنا. وحتى وفاته عام 1997 في النمسا بذل جون كل جهوده لإعادة الاعتبار إليه، لكنه لم يفلح في ذلك.

### فضيحة انتهاك سرية البريد 1963
في عام 1963، كشف موظف حماية الدستور ڤرنر پيتش Werner Pätsch عن انتهاك سرية البريد والاتصالات السلكية واللاسلكية عن طريق جهاز حماية الدستور بالتعاون مع المخابرات الأمريكية والبريطانية، فضلاً عن توظيف النازيين السابقين.

### فضيحة تنصت تراوبه 1976
فضية تنصت تراوبه Lauschaffäre Traube، بدأت عام 1976 عملية تنصت امتدت لعدة أشهر على كلاوس تراوبه مدير هيئة الطاقة النووية آنذاك لشكوك حول عضويته بمنظمة الجيش الأحمر الألماني RAF، تبين زيف هذه الإدعاءات، ليتبعها استقالة وزير الداخلية آنذاك، ڤرنر مايهوفر.

### فضيحة تاتيانا فولفارت 1992
في عام 1992، كان المكتب الاتحادي لحماية الدستور مسؤول جزئيا عن إقالة تاتيانا فولفارت. أعلن مدير فولفارت أن إقالتها كانت بعد تقييم مكتب حماية الدستور لها على أنها «خطر أمني» بسبب اتصالاتها مع عضوين سابقين في الجيش الأحمر الألماني كان قد تم الإفراج عنهم. لم تكن تاتيانا فولفارت مذنبة. كان يكفي مكتب حماية الدستور BfV أن تاتيانا كانت على اتصال بهؤلاء الأشخاص من أجل تشويه صورتها عند رب عملها.

### نشر المعلومات الخاصة للخصوم السياسيين 1991
قام الرئيس السابق لجهاز حماية الدستور إكارت ڤرت‌هباخ Eckart Werthebach بتسريب معلومات خاصة من ثيلو ڤايشرت Thilo Weichert (متخصص في أمن البيانات) إلى ممثل الحزب الديمقراطي الحر (الليبرالي) روزماري فوكس FDP Rosemarie Fuchs عندما قام هذا بتقديم طلب توظيف لمكتب مسؤول حماية بيانات في براندنبورگ. فشل ترشحه في ذلك الوقت.

### رولف گوسنر- مراقبة غير قانونية طوال 38 عام
المحامي والناشر رولف گوسنر واحد من المواطنين الألمان الذين خضعوا لأطول فترة مراقبة من قبل المخابرات الداخلية الألمانية، التي كانت تشك في أن له اتصالات مع منظمات يسارية متطرفة أو تخضع لتأثير يساري متطرف مثل الحزب الشيوعي الألماني واتحاد مناهضي الفاشية أو جمعية المساعدة الحمراء. وعلى هذا الأساس تمت مراقبة طوال 38 عاما، ورفع دعوى قضائية عام 2006. لكن قبل جلسة الاستماع الأولى أمام المحكمة الإدارية في كولونيا، أعلنت هيئة حماية الدستور أنه تم «بعد تحقيق جديد» وقف المراقبة. وفي 2011 صدر حكم من المحكمة يؤكد أن مراقبة الناشط الحقوقي كانت منافية للقانون، ولم يتم إثبات وجود توجهات مناهضة للدستور لدى گوسنر.

### تعطيل إجراءات حظر حزب النازيين الجدد 2001
في يناير 2001 طلبت حكومة المستشار الألماني السابق غيرهارد شرودر من المحكمة الدستورية الاتحادية بحث مدى قانونية الحزب القومي الألماني (النازي) من وإمكانية حظره. وفي نهاية مارس 2001 قدم البرلمان الاتحادي (بوندس‌تاگ) ومجلس الولايات (بوندس‌رات) طلبا لحظر هذا الحزب. لكن تلك الجهود باءت بالفشل، إذ أعلنت المحكمة في مارس 2003 رد الطلب من حيث الشكل وعدم بحث حيثيات الدعوى، لأنه ثبت لها أن متعاونين مع المخابرات كانوا أعضاء في قيادة الحزب القومي الألماني. والأدلة المقدمة لحظر الحزب كانت مبنية على تصريحات هؤلاء القياديين المتعاونين مع المخابرات. ولم يُعرف مدى توغل المخابرات الألمانية في الحزب النازي ومدى تأثيرها عليه.

### فضيحة إدوارد سنودن 2013
أظهر الخبير المعلوماتي الأمريكي إدوارد سنودن أن «وكالة الأمن القومي» طوّرت برنامجاً متقدّماً للتجسّس الشامل على الشبكات الإلكترونية والاتصالات بأنواعها، حمل اسم «بريزم» Prism. وبيّن سنودن أن هذا البرنامج يعطي الاستخبارات الأميركية القدرة على «الوصول إلى أي شخص في أي مكان»، والحصول على معلومات تفصيلية عن اتصالاته كافة. وبيّن حوار لسنودن مع مجلة در شپيگل وجود تعامل وثيق بين أجهزة الاستخبارات الألمانية و«وكالة الأمن القومي» الأميركية، يشمل برنامج «بريزم». بقول آخر، تحصل الوكالة الأميركية على معلومات غزيرة عن ألمانيا ومؤسساتها ومواطنيها، وتشاركها في الأمر نظيراتها الألمانية، خصوصاً جهاز «الاستخبارات الخارجية الألمانية» الذي يشتهر باسمه المختصر «بي أن دي» BND. لم يظهر الحوار مع سنودن تورّطاً مباشراً لسياسيين ألمان في هذا الشأن، ما وضع مركل خارج دائرة الاستهداف المباشر. لكن الأمر ربما طاول الحلقة الوثيقة من معاونيها، خصوصاً بوفاللا.

### تقاعس في قضية منفذ هجوم الدهس ببرلينأنيس عمري2016
د كشفت صحيفة «ڤلت أم زونتاگ» أنها توصلت إلى أن منفذ الهجوم أنيس عمري كان يخضع لمراقبة مبكرة وأشد مما كان معروفاً لحد ألان. وتظهر رسائل إلكترونية عديدة لدوائر حكومية مختلفة أن أجهزة أمنية مختلفة كانت ضالعة بقوة في ذلك. وأضافت الصحيفة أن تقييماً أمنياً عن العمري وضع أمام رئيس جهاز الأمن الداخلي الاتحادي هانز ـ جورج ماسن. كما أن وسائل إعلام مختلفة ذكرت أن عميلاً لجهاز مكافحة الجريمة قد حرض «إسلامياً» في ألمانيا للقيام بتنفيذ اعتداءات إرهابية في البلاد. كما أظهرت ملاحظة جانبية في ملفات مكتب مكافحة الجريمة في ولاية شمال الراين ويستفاليا أن تصرف العميل هذا يمكن أن يكون قد ساهم في تقوية طموح منفذ الهجوم أنيس عمري لتنفيذ الاعتداء.

### تجسس المخابرات الألمانية على صحفيين 2017
نشرت مجلة «دير شبيجل» الألمانية فضيحة بشأن تجسس وكالة الاستخبارات الخارجية الألمانية (بي إن دي) على صحفيين أجانب في عدة دول، من بينها أفغانستان وباكستان ونيجيريا، منذ عام 1999، وبحسب وثائق أطلعت عليها «دير شبيجل» وفقًا لبياناتها، أدخلت الاستخبارات الخارجية الألمانية 50 رقم هاتف وفاكس أو بريد إلكتروني على الأقل لصحفيين أو إدارات تحريرية في قائمة الأهداف التي تجسست عليها الاستخبارات. وبحسب التقرير، فإن من بين الأهداف التي تم التجسس عليها أكثر من عشرة روابط اتصال لهيئة الإذاعة البريطانية «بي بي سي» في أفغانستان وفي مقرها الرئيسي بلندن، بالإضافة إلى إدارات تحرير الخدمة الدولية لـ«بي بي سي».
كما تضمنت القائمة رابط اتصال بصحيفة «نيويورك تايمز» الأمريكية في أفغانستان بالإضافة إلى روابط اتصال لهواتف أقمار اصطناعية ومحمولة لوكالة «رويترز» للأنباء في أفغانستان وباكستان ونيجيريا.

### تقديم نصائح لحزب "البديل من أجل ألمانيا 2018
"تم اتهام رئيس جهاز الاستخبارات الداخلية الألمانية هانز جيورج ماسن بتقديم نصائح لحزب "البديل من أجل ألمانيا" اليميني الشعبوي كي يتجنب خضوعه لرقابة جهازه.حسب صحيفة "بيلد أم زونتاگ" الألمانية الأسبوعية في عددها الصادر الأحد الماضي، كتبت مسؤولة منشقة عن حزب البديل في كتاب أن ماسن كان قد قدم عدة نصائح للرئيسة السابقة للحزب فراوكه بيتري عن الطريقة التي يمكن بها لحزب البديل تفادي المراقبة من جانب الاستخبارات. ومن جانبها نفت بيتري، التي تركت الحزب حاليا، النصائح المزعومة.